# Abderrahman Izzo Miskine
 (janvier 2014).
Abderrahman Izzo Miskine, né le 28 février 1952 à Abéché au Tchad[réf. nécessaire] et décédé le 26 février 2010, est une personnalité politique tchadienne, juriste de formation.

## Biographie
Il a servi la Poste, la STEE (société tchadienne d'eau et d’électricité) ainsi que la CST (Compagnie sucrière du Tchad, Ex-SONASUT) où il était le chef de département juridique et du contentieux. Il occupa plusieurs postes dans le Gouvernement tchadien après 1990 :
- Ministre de la Fonction publique ;
- Secrétaire général du Gouvernement ;
- Ministre de l'Intérieur et de la sécurité publique.

Il a été vice-président du Conseil constitutionnel lors de sa création et a obtenu plusieurs titres honorifiques, entre autres: Chevalier, puis Commandeur de l'Ordre national du Tchad.

## Décorations
Commandeur de l'ordre national du Tchad